# Плаю (Провіца-де-Сус, Прахова)
Плаю (рум. Plaiu) — село у повіті Прахова в Румунії. Входить до складу комуни Провіца-де-Сус.
Село розташоване на відстані 95 км на північний захід від Бухареста, 46 км на північний захід від Плоєшті, 48 км на південь від Брашова.

## Населення
За даними перепису населення 2002 року у селі проживали 577 осіб, з них 576 осіб (99,8%) румунів. Усі жителі села рідною мовою назвали румунську.